# دهستان حسن لنگی
دهستان حسن لنگی، یکی از دهستان‌های بخش شمیل شهرستان بندرعباس در استان هرمزگان ایران است. مرکز این دهستان، روستای حسن لنگی بالا است.

## جمعیت
بر پایه سرشماری عمومی نفوس و مسکن در سال ۱۳۹۵، جمعیت دهستان حسن لنگی برابر با ۷٬۷۴۶ نفر بوده است.